# Michael J. Stack

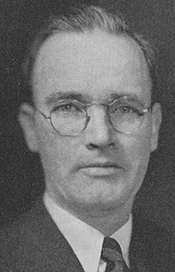
Michael J. Stack (um 1935)

Michael Joseph Stack (* 29. September 1888 in Listowel, County Kerry,  Vereinigtes Königreich; † 14. Dezember 1960 in Philadelphia, Pennsylvania) war ein US-amerikanischer Politiker. Zwischen 1935 und 1939 vertrat er den Bundesstaat Pennsylvania im US-Repräsentantenhaus.

## Werdegang
Michael Stack besuchte zunächst die öffentlichen Schulen seiner irischen Heimat. Im Jahr 1903 kam er nach Philadelphia, wo er das Saint Joseph’s College besuchte. Danach studierte er bis 1910 an der Saint Mary’s University in Baltimore. Zwischen 1910 und 1917 arbeitete er in Detroit für eine Eisenbahngesellschaft. Im Jahr 1917 war er Soldat in einer medizinischen Einheit der amerikanischen Streitkräfte. Nach dem Krieg arbeitete er in Philadelphia in der Immobilienbranche. Gleichzeitig schlug er als Mitglied der Demokratischen Partei eine politische Laufbahn.
Bei den Kongresswahlen des Jahres 1934 wurde Stack im sechsten Wahlbezirk von Pennsylvania in das US-Repräsentantenhaus in Washington, D.C. gewählt, wo er am 3. Januar 1935 die Nachfolge des Republikaners Edward L. Stokes antrat. Nach einer Wiederwahl konnte er bis zum 3. Januar 1939 zwei Legislaturperioden im Kongress absolvieren. Während dieser Zeit wurden dort weitere New-Deal-Gesetze der Roosevelt-Regierung verabschiedet.
Im Jahr 1938 wurde Michael Stack von dem Demokraten nicht mehr zur Wiederwahl nominiert. Daraufhin kandidierte er erfolglos für die von Charles Coughlin gegründete Royal Oak Party. Nach seiner Zeit im US-Repräsentantenhaus arbeitete Stack wieder in der Immobilienbranche in Philadelphia, wo er am 14. Dezember 1960 verstarb.
Sein 1963 geborener Enkel Michael J. Stack III ist ebenfalls Politiker; er war für die Demokraten Mitglied des Senats von Pennsylvania und amtiert seit 2015 als Vizegouverneur von Pennsylvania.